# Chronologie de l'histoire du Québec (1931 à 1959)
Cette section de la Chronologie de l'histoire du Québec concerne les événements depuis l'entrée en vigueur du Statut de Westminster jusqu'au début de la Révolution tranquille.

## Années 1930
- 1931 - Le Statut de Westminster assure la reconnaissance officielle et l'autonomie qu'ont acquis les Dominions depuis quelques décennies. Il vient réduire à presque rien les pouvoirs du Parlement britannique envers le Dominion du Canada. Avec ce traité, les Dominions peuvent maintenant jouir, de fait, de leur autonomie et décider librement s'ils veulent s'associer au Commonwealth.
- 1931 - Les femmes mariées qui ont un emploi obtiennent le droit légal de toucher leur propre salaire. Avant cette date, le salaire d'une femme mariée en communauté de biens pouvait, selon la loi, être remis directement à son époux, qui était libre d'en disposer à son gré.
- 1931 - Élection générale (Québec) : Les libéraux s'emparent de la majorité des sièges. Dans toutes les autres provinces canadiennes et même au fédéral, la crise économique a provoqué la chute des partis au pouvoir.
- 1931 - Un jugement de la Cour supérieure accorde au gouvernement fédéral la juridiction exclusive de la radio. Ce jugement sera confirmé, en 1932, par le Conseil privé.
- 1931 - Création de la Commission de l'Industrie Laitière.
- 1931 - Adoption par le Parlement du Québec de la Loi du chômage qui ratifie ainsi une entente conclue avec le gouvernement fédéral dans le but de procurer du travail aux chômeurs.
- 1931 - Fondation des Cercles des jeunes naturalistes (CJN). Un an après la fondation on compte déjà 100 cercles. En 1940, 25 000 jeunes québécois font partie de l'un des 882 cercles qui existent alors.
- 1931 -Construction du Jardin zoologique de Québec.
- 1932 - Fondation du Cooperative Commonwealth Federation (C.C.F.) par J. S. Woodsworth à Calgary. Il deviendra le Nouveau Parti démocratique (N.P.D.).
- 1932 - Création de la Commission municipale du Québec dans la foulée de la crise économique des années 1930.
- 1932 - Dans le sillage de la crise économique et de la crise intellectuelle qu'elle provoque en retour, fondation de divers mouvements de jeunesse : des Jeunes-Canada, de la Jeunesse ouvrière catholique (JOC) et de la Jeunesse étudiante catholique (JEC).
- 1932 - Le gouvernement provincial et les municipalités acceptent de participer au plan du gouvernement fédéral (Plan Gordon) dont l'objectif est de placer les chômeurs sur des terres. Au Québec, l'objectif est de mille chômeurs. Le 21 septembre, départ de 84 colons québécois pour l'Abitibi-Témiscamingue. Entre le 1er septembre et le 16 décembre, on estime que 2,876 personnes, dont 446 chefs de famille, ont été établies sur des lots de colonisation.
- 1932 - En avril 1932, après quelques mois de tractations avec les autorités universitaires de McGill et le gouvernement de la province, la Fondation Rockefeller accorde plus de 1 million $ pour la création de l'Institut de neurologie de Montréal. L'Université McGill apporte une contribution de 125 000 $ au projet, la ville de Montréal verse 300 000 $ et le gouvernement de Taschereau, 400 000 $.
- 1932 - Le 1er octobre, la Beauharnois, Light, Heat and Power commence à produire de l'électricité.
- 1933 - Publication du Manifeste de Régina par la Cooperative Commonwealth Federation (C.C.F.) qui veut faire sortir les travailleurs du marasme économique. Il annonce, entre autres choses, l'assurance-chômage, l'assurance-maladie, les logements sociaux.
- 1933 - La Garnison Valcartier est aménagé pour recevoir 2 000 chômeurs.
- 1933 - Premier congrès de l'Association canadienne-française pour l'avancement des sciences (Acfas). Jusqu'alors, l'association s'était contentée d'activités de vulgarisation.
- 1933 - Loi de l’aide aux chômeurs, qui permet d’entreprendre la construction du Jardin botanique en 1936. Il ouvrira ses portes en 1939 mais la construction ne sera complétée en 1942.
- 1934 - M. et Mme P.V. Rougier de Paris font un don d’un million de dollars à l’Université de Montréal pour l’établissement de laboratoires à la Faculté de médecine.
- 1934 - Conférence interprovinciale, à Ottawa, au sujet du chômage.
- 1934 - Création de la Banque du Canada. Le problème du bilinguisme du papier monnaie se pose.
- 1934 - Schisme au sein du parti libéral du Québec. Paul Gouin prend la tête du mouvement et fonde l'Action libérale nationale qui propose un programme progressiste et nationaliste.
- 1934 - Fondation des revues La Relève et Vivre.
- 1934 - Fondation du journal L'Ordre par Olivar Asselin.
- 1934 - Le 8 août, le gouvernement provincial annonce qu'il consacrera 10 millions $ pour la colonisation et l'activation du retour à la terre..
- 1935 - Élection générale (Québec) : Le parti conservateur dirigé par Maurice Duplessis conclut une alliance avec l'Action libérale nationale de Paul Gouin. Le 25 novembre, les libéraux de Taschereau conservent le pouvoir mais leur majorité n'est plus que de 4 sièges.
- 1935 - Publication de Social Planning for Canada par la «League for Social Reconstruction», critique du capitalisme la plus élaborée à voir le jour au Canada où l'on propose une économie planifiée et socialisée qui met de l'avant la planification bureaucratique, l'organisation sociale et la rationalité[1].
- 1935 - Le Frère Marie-Victorin fait paraître La flore laurentienne.
- 1936 - Enquête sur les comptes publics. Les libéraux provinciaux, au pouvoir depuis 39 ans, dont seize avec Louis-Alexandre Taschereau à leur tête, sont soudainement éclaboussés par le scandale, à la suite de l'enquête du Comité sur les comptes publics du printemps 1936. L'enquête avait mis en lumière la corruption du régime qui impliquait directement le frère même du premier ministre.
- 1936 - Fondation par Maurice Duplessis de l'Union nationale. Ce parti résulte de la fusion du parti conservateur et de l'Action libérale nationale. Toutefois, un nouveau schisme amène Paul Gouin et quelques partisans à quitter l'Union nationale. Lors de l'élection générale québécoise de 1936 du 17 août l'Union nationale est élue avec une majorité de sièges dans le sillage du double contexte de la crise économique et de l'enquête sur les comptes publics. Ce parti occupera le pouvoir jusqu'en 1960, à l'exception des années 1939-1944.
- 1936 - Création d'un Ministère de la Santé.
- 1936 - Le Québec, à la suite d'autres provinces, adopte une loi des pensions de vieillesse après l'instauration d'un tel régime de pension par le gouvernement fédéral en 1927.
- 1936 - Onésime Gagnon, à la tête du Service des mines, crée des bourses d'études pour les étudiants.
- 1936 - Le Mémorial de Vimy ouvre en l'honneur des soldats canadiens qui sont morts sur le champ de bataille en France lors de la Première Guerre mondiale.
- 1936 - Le gouvernement fédéral du Canada commence à imprimer la monnaie bilingue.
- 1936 - Le 2 novembre, création de la Société Radio-Canada.
- 1937-1940 - Commission Rowell-Sirois sur les relations fédérales-provinciales.
- 1937 - Le gouvernement fédéral augmente de manière significative le budget du ministère de la défense. Au Canada français et au Canada anglais, la population, frappée par le chômage, est inquiète.
- 1937 - Le Québec adopte une loi pour venir en aide aux «mères nécessiteuses».
- 1937 - En mars 1937, Publication de Regards et Jeux dans l'espace – l’un des plus importants livres de la poésie québécoise, par De Saint-Denys Garneau.
- 1937 - Adoption de la Loi du Salaire raisonnable qui assure un salaire minimum aux hommes et aux enfants.
- 1937 - En mars 1937, la « loi du cadenas » de Duplessis vint remplacer l'article 98 du Code criminel (Fédéral), interdisant les idées dangereuses, qui venait d'être abrogé grâce à une pétition d'un demi-million de signatures.
- 1937 - Grève à la Dominion Textile de Québec et aux chantiers maritimes de Sorel.
- 1937 - Le 20 mai, une loi provinciale est adoptée qui permet de faire prévaloir le texte français sur le texte anglais lorsque les textes diffèrent.
- 1937 - Le Québec s'oppose à la centralisation des pouvoirs et au droit d'Ottawa d'enquêter sur les finances provinciales.
- 1937 - Joseph-Armand Bombardier commercialise le premier véhicule conçu spécifiquement pour le transport sur la neige. Il s'agit de l'autoneige B7.
- 1937 - Création du Bureau d'entomologie du ministère des Terres et Forêts.
- 1937 - Création de la Faculté des sciences de l'Université Laval. La nouvelle Faculté comprend une école des mines et de métallurgie.
- 1937 - Formation du Conseil provincial des recherches agricoles. Toutefois, il ne se réunira pour la première fois qu'en 1947. Il sera remplacé en 1987 par le Conseil des recherches en pêches et en agro-alimentaire du Québec (CORPAQ).
- 1937 - Le Frère Marie-Victorin réclame du gouvernement provincial la création d'un institut de géologie; l'ACFAS, dont il est le président, endosse officiellement sa requête.
- 1937 - Loi accordant une subvention de 200 000 $ à l'École supérieure de commerce de Québec.
- 1937 - Publication de Menaud, maître-draveur, par Félix-Antoine Savard.
- 1937 - Décès du Frère André le 6 janvier.
- 1937 - Fondation de la Fédération provinciale du travail du Québec (FPTQ).
- 1938 - Le Parlement fédéral adopte la Loi nationale sur l'Habitation qui sera refondue en 1944. La Société Centrale d'Hypothèques et de logement est créée en 1946 comme organisme responsable de l'administration de cette loi.
- 1938 - Fondation de l'École des sciences sociales à l'Université Laval. Annoncé le 31 mars, l'École accueille ses premiers étudiants en octobre. L'École deviendra une Faculté en 1943.
- 1938 - Le Conseil national de recherche du Canada (CNR) met sur pied un Comité de la recherche médicale afin de subventionner le travail des universitaires. En 1969, ce Comité s'affranchit du CNR pour devenir un organisme autonome : le Conseil de recherches médicales du Canada[2].
- 1938 - Fondation, par Armand Frappier, de l'Institut de microbiologie et d'hygiène de Montréal qui est indépendant administrativement et financièrement de l'Université de Montréal. Maurice Duplessis a accordé 75 000 $ à cette fin et l'Institut complétera son budget de fonctionnement à même les revenus de la vente de vaccins. La Seconde Guerre mondiale permet à l'Institut d’acquérir non seulement une solide expérience dans la production industrielle et la recherche microbiologique, mais il s'est imposé comme fournisseur de vaccins et de produits apparentés au Québec et au Canada. Dès le départ, l'Institut est un centre d'enseignement - puisqu'elle forme des microbiologistes - et de recherche[3].
- 1938 - L'Institut de biologie de l'Université de Montréal forme un laboratoire d'hydrobiologie et d'ichtyologie qui deviendra en 1943 l'Office de biologie du Ministère de la Chasse et de la Pêche.
- 1938 - Loi pourvoyant à la création d'une école supérieure des pêcheries à La Pocatière.
- 1938 - Loi pourvoyant à l'établissement de mines-écoles.
- 1938 - Loi pourvoyant à l'établissement, à Québec, d'une école des mines, de géologie et de métallurgie Le gouvernement s'engage à verser une subvention annuelle de 100 000 $ à l'Université Laval à cette fin.
- 1938 - Inauguration d'un embranchement ferroviaire entre Rouyn et Senneterre qui reliera cette région à Québec et Montréal.
- 1939 - Début de la participation du Canada à la Seconde Guerre mondiale : le Canada déclare la guerre à l'Allemagne nazie le 10 septembre. Toutefois, conformément à la propagande libérale menée auprès des Canadiens français depuis 1917, le gouvernement s'engage à n'avoir recours qu'au volontariat.
- 1939 - Le nombre de circonscriptions électorales passe de 90 à 86 à la suite de la création par le gouvernement de Maurice Duplessis d’un comité de redistribution des circonscriptions qui siège à huis clos.
- 1939 - Élection générale (Québec) : Obéissant à la pression du gouvernement fédéral, Duplessis déclenche une élection qu'il perd au profit du parti libéral dirigé par Adélard Godbout le 25 octobre.
- 1939 - Le 9 avril, le père Georges-Henri Lévesque fonde le Conseil supérieur de la coopération dans le but d'unifier l'enseignement et la pratique de la coopération et offrir un débouché aux nouveaux étudiants de l'École des sciences sociales[4].
- 1939 - Inauguration d'un service aéropostal régulier entre l'Angleterre et le Canada via Foynes (Eire) et Botwood (Terre-Neuve).
- 1939 - Le Québec adopte le devise Je me souviens.
- 1939 - L'École Normale devient obligatoire pour tous les enseignants des écoles publiques à la suite de la suppression du bureau central des examinateurs.

## Années 1940
- 1940 - La France est envahie par l'armée allemande de Hitler.
- 1940 - Les libéraux fédéraux sont reportés au pouvoir en promettant de nouveau aux électeurs québécois qu'il n'y aurait pas de conscription. Toutefois, avec la chute de la France en juin 1940, le gouvernement fédéral fait adopter en août une loi de mobilisation générale qui oblige toute la population à s'enregistrer. Les soldats appelés ne serviront qu'au Canada, le volontariat demeurant la seule forme de service outre-mer.
- 1940 - La Commission Rowell-Sirois dépose son rapport le 16 mai et propose une politique de centralisation fédérale qui, selon les commissaires, tout en étant plus conforme à l'Acte de l'Amérique du Nord britannique serait plus apte à répondre aux besoins de la population du Canada contemporain.
- 1940 - Après plusieurs années de luttes politiques menées par les suffragettes, le Québec accorde finalement le droit de vote aux femmes.
- 1940 - La guerre incite les gouvernements à faire appel aux femmes pour le travail en usine. À Montréal, six garderies sont créées pour faciliter le travail des femmes. À la fin de la guerre, en 1945, on ferme les garderies publiques et le gouvernement incite les femmes à retourner au foyer.
- 1940 - Le 19 août, enregistrement national des personnes âgées de 16 ans et plus.
- 1940 - Camillien Houde, maire de Montréal, est arrêté pour avoir dénoncé la conscription. Il est emprisonné jusqu'en 1944.
- 1940 - Le 9 octobre, début de l'entraînement obligatoire.
- 1940 - Disparition des derniers vestiges de la tenure seigneuriale. Les propriétaires des seigneuries touchent leurs rentes pour la dernière fois.
- 1941 - Le Barreau du Québec ouvre ses portes aux femmes qui peuvent maintenant pratiquer le droit.
- 1941 - Plan national d'assurance-chômage. Pour ce faire, toutes les provinces ont accepté un amendement constitutionnel.
- 1941 - Loi pour assurer le parachèvement de l’immeuble de l’Université de Montréal. La somme de 2 500 000 $ sera versée immédiatement et une subvention annuelle de 375 000 $ sera versée au cours des dix années suivantes.
- 1941 - Radio-Canada lance une série d’émissions de vulgarisation scientifique : Radio-Collège.
- 1941 - Le 22 décembre, inauguration d'un service aérien entre Montréal et Québec.
- 1942 - 27 avril 1942 Plébiscite sur la conscription. Ce plébiscite, sur la conscription qui avait pour but de libérer le gouvernement King de l'engagement qu'il avait pris deux ans plus tôt de ne pas recourir à la conscription, est rejeté à plus de 80 % par tous les Canadiens français à travers tout le Canada alors que les Canadiens anglais appuient cette démarche dans une même proportion. (Voir la Crise de la conscription de 1944).
- 1942 - Ententes fiscales de guerre avec les provinces.
- 1942 - Fondation de l'École de psychologie de l'Université de Montréal.
- 1942 - Le 18 mai, le Président des États-Unis, Franklin Delano Roosevelt, écrit une lettre privée à l'attention de Mackenzie King, Premier ministre du Canada, dans laquelle il suggère une alliance informelle entre les deux pays qui viserait à disperser les Canadiens français dans le but de les assimiler plus rapidement.
- 1943 - Le Québec instaure l'obligation scolaire pour tous les enfants âgés de 6 à 14 ans. Cette loi abolit par la même occasion les frais de scolarité à l'école primaire publique. L'année suivante la gratuité est étendue au cours primaire complémentaire en même temps qu'est établie celle des manuels scolaires. En 1961 puis en 1988, l'obligation scolaire passe à 15 puis à 16 ans.
- 1943 - Conférence entre Franklin Delano Roosevelt et Winston Churchill à Québec le 14 août.
- 1943 - Création du Service de biogéographie par le gouvernement provincial.
- 1943 - Loi concernant l’établissement à Québec d’une école de génie électrique. Une somme totale de un million devant être répartie sur vingt ans sera accordée à l’école. «Cette mesure est sans doute recommandée par le fait que le gouvernement se prépare à créer la Commission hydro-électrique du Québec, à la suite de l’étatisation de la Montreal Light, Heat & Power[5].»
- 1943 - Création par le gouvernement fédéral de l'Office national du film du Canada (National Film Board).
- 1943 - Formation du Service provincial d’astronomie. Le Service comprend deux fonctionnaires et quelques surnuméraires en 1953
- 1943 - Création de l’Office de biologie du ministère de la Chasse et de la Pêche.
- 1943 - Lancement à l’Université de Montréal de la Revue canadienne de biologie, première revue publiant des articles scientifiques arbitrés au Canada.
- 1943 - Fondation de l'Association professionnelle des Industriels (API).
- 1944 - Le 6 juin, des soldats canadiens débarquent à la plage Juno : c'est le jour J qui marque le début de la libération de la France.
- 1944 - Le gouvernement libéral d'Adélard Godbout rétablit le nombre de circonscriptions électorales d'avant 1939 en le ramenant à 90. Il ajoute aussi une nouvelle circonscription en scindant celle d'Abitibi en Abitibi-Est et en Abitibi-Ouest.
- 1944 - Élection générale (Québec) : l'Union nationale remporte la majorité des sièges. L'Union nationale de Maurice Duplessis revient au pouvoir grâce à la présence d'un troisième partie, le Bloc Populaire car, en fait, le parti libéral d'Adélard Godbout avait obtenu plus de votes que l'Union nationale.
- 1944 - Le gouvernement fédéral effectue une refonte de la Loi nationale de l'habitation. Le gouvernement d'Adélard Godbout voudra proposer une loi provinciale en ce sens mais l'arrivée au pouvoir de Duplessis empêche sa mise en vigueur. Il faudra attendre 1967 pour que la Société d'habitation du Québec voit le jour.
- 1944 - Fondation d'Hydro-Québec à la suite de l'étatisation de la Montreal Light, Heat and Power.
- 1944 - Le 18 septembre, le rationnement du thé et du café est aboli.
- 1944 - L’École des sciences sociales de l’Université Laval se fragmente en départements spécialisés et devient Faculté. Le département de relations industrielles, de sociologie, d’économique et l’École de service social accueillent leurs premiers étudiants en septembre 1944[6].
- 1944 - Fondation des Archives de folklore à l'Université Laval.
- 1944 - Fondation, le 7 décembre, de l'Académie canadienne-française par Victor Barbeau, sorte de pendant de la Société royale du Canada.
- 1945 - Fin de la Seconde Guerre mondiale.
- 1945 - Loi fédérale créant les allocations familiales.
- 1945 - Loi modifiant la loi pour venir en aide à l’Université de Montréal. Une nouvelle subvention de 425 000 $ s’accompagne de la nomination par le gouvernement provincial d’un commissaire vérificateur chargé d’enquêter sur la situation financière de l’institution.
- 1945 - L’université de Montréal réorganise son institut de physique qui, jusqu’alors, avait limité ses activités à l’enseignement et amorce ses premières activités de recherche[7].
- 1945 - Gabrielle Roy publie Bonheur d'occasion.
- 1945 - Le 15 août, fin du rationnement de l'essence et de l'huile combustible
- 1945-1946 - Conférence fédérale-provinciale sur le rétablissement d'après-guerre au cours de laquelle le gouvernement fédéral annonce sa ferme intention de conserver ses revenus de temps de guerre[8].
- 1945 - 1949 - Les travaux de la Hollinger North Shore mettent en valeur des réserves de plus de 400 millions de tonnes de minerai de fer exploitables à ciel ouvert dans la région de Schefferville.
- 1946 - Création de la Société Centrale d'Hypothèques et de logement comme organisme responsable de l'administration de la loi nationale sur l'habitation de 1938 qui a été refondue en 1944.
- 1946 - Fondation de la Corporation des enseignants du Québec. En 1972, elle deviendra la Centrale de l'enseignement du Québec (CEQ) puis, en 2000, la Centrale des syndicats du Québec (CSQ).
- 1946 - Inauguration, à l'Université McGill, d’un accélérateur de protons de 100 millions d’électrons-volts. Au milieu des années cinquante, l’Université de Montréal construira, sous la supervision d’un professeur et grâce à l’aide de ses étudiants, un accélérateur beaucoup plus modeste de cinq cent mille électrons-volts et l’Université Laval aura le sien au cours des années 1960 dont la puissance est de six millions d’électrons-volts[9].
- 1946 - Le 11 octobre, l'épiscopat de la province de Québec publie une lettre collective en faveur de la colonisation agricole.
- 1946 - Le 11 novembre, congrès national de colonisation à Montréal.
- 1946 - Déconfessionnalisation des coopératives.
- 1946 - 1950 - Découverte du gisement du lac Tio et mise en valeur du gisement par la Kennecott Copper. Construction du chemin de fer de 42 kilomètres reliant Havre-Saint-Pierre à la mine Tio a été construit.
- 1947 - Grève du textile à Lachute.
- 1947 - Fondation de l'Institut d'histoire et de géographie de l'Université Laval. Fondation de l'Institut d'histoire et de celui de géographie de l'Université de Montréal.
- 1947 - Le 25 avril, la Législature adopte une motion protestant «contre l'injustice dont est victime la minorité canadienne-française de ce pays dans le fonctionnarisme fédéral».
- 1947 - Les Canadiennes qui épousent des non-Canadiens ne perdent plus leur citoyenneté.
- 1947 - Le 23 juillet : Mae O'Connor, veuve du député libéral Dennis James O'Connor, devient la première femme à se présenter comme candidate à une élection provinciale lors d'une partielle dans le comté de Huntingdon.
- 1948 - Découverte de formations de fer à la Mine de Mont-Wright. L'exploitation du gisement de fer ne commencera qu'en 1974.
- 1948 - Adoption du Drapeau du Québec le 21 janvier. Jusqu'alors, le Union Jack britannique flottait à l'Assemblée législative du Québec.
- 1948 - Élection générale (Québec) : l'Union nationale remporte la majorité des sièges.
- 1948 - Paul-Émile Borduas, Jean-Paul Riopelle et d'autres artistes québécois publient le manifeste Refus global qui dénonce le conformisme étouffant de la société québécoise d'alors.
- 1948 - Louis St-Laurent, de Compton au Québec, devient Premier ministre du Canada.
- 1948 - Fondation de l’Université Sir George Williams. En fusionnant avec le collège Loyal en 1974, elle deviendra l’Université Concordia.
- 1948 - Deux Référendums eurent lieu, lors du second (22 juillet) Terre-Neuve devint la dixième province de la Confédération canadienne.
- 1949 - En février, le Parlement du Canada ratifie l'accord de l'entrée de Terre-Neuve dans ce qui prendra désormais le nom de  Confédération canadienne. Le parlement britannique ratifiera cette entrée en mars. Joseph Roberts Smallwood en sera premier ministre pendant presque un quart de siècle.
- 1949 - Les jugements rendus par la Cour suprême du Canada ne peuvent plus se retrouver en appel au Conseil privé de Londres.
- 1949 - Création de la Commission royale d’enquête sur les arts, les lettres et les sciences au Canada (Commission Massey). Ses recommandations, publiées en juin 1951, conduiront le gouvernement fédéral à subventionner les universités canadiennes. Le Québec, dénonçant l’ingérence fédérale, refusera les subsides fédéraux.
- 1949 - Grève de l'amiante à Asbestos et Thetford Mines. Point tournant dans l'histoire du mouvement syndical québécois.

## Années 1950
- 1950 - Conférences fédérales-provinciales sur la réforme constitutionnelle.
- 1950 - Conférence fédérale-provinciale en vue d'établir un nouveau système de pension de vieillesse.
- 1950 - Le 21 mai, Georges-Émile Lapalme devient le nouveau chef du Parti libéral du Québec.
- 1950 - Lettre collective des évêques sur le problème ouvrier : Le problème ouvrier en regard de la doctrine sociale de l'Église.
- 1950 - Fondation de la revue Cité libre.
- 1950 - Le 12 novembre, béatification de Marguerite Bourgeoys.
- 1950 - 1954 - Mise en œuvre de l'un des plus grands chantiers au Canada. Construction du chemin de fer de la Côte-Nord et du Labrador reliant les villes de Sept-Îles et Schefferville, des installations minières à Schefferville, de deux barrages hydroélectriques, l'un à Schefferville et l'autre à Sept-Îles, des installations portuaires à Sept-Îles, sans oublier la construction de Schefferville et de Sept-Îles.
- 1951 - Grève de l'aluminium à Shawinigan.
- 1951 - À la suite des recommandations de la Commission Massey, le Parlement fédéral vote, en juin 1951, ses premières subventions aux universités.
- 1952 - Le 23 janvier, une loi vient établir le fait qu'un candidat ne peut être en liste dans plus d'un comté d'une même élection générale.
- 1952 - Élection générale (Québec) : l'Union nationale remporte la majorité des sièges.
- 1952 - Abolition des possibilités de recours au Conseil privé de Londres comme instance judiciaire suprême du Canada.
- 1952 - Grève du textile à Louiseville.
- 1952 - La Société Radio-Canada commence à diffuser sur les ondes télévisuelles.
- 1952 - Première représentation du Tartuffe de Molière, deux siècles et demi après l'interdiction de Jean-Baptiste de La Croix de Chevrières de Saint-Vallier en 1694.
- 1953 - Loi instituant la Commission royale d'enquête sur les problèmes constitutionnels (Commission Tremblay) (1953-1956).
- 1954 - Maurice Duplessis crée l'impôt provincial sur les revenus des particuliers.
- 1954 - Fondation de l’Université de Sherbrooke. (Charte pontificale : 1957)
- 1954 - Le Code civil du Québec abolit le «double standard», qui stipulait qu'une femme ne pouvait demander une séparation pour cause d'adultère qu'à la condition que le mari fasse vivre sa concubine dans la résidence familiale. Une telle restriction ne s'appliquait pas au mari, qui pouvait obtenir en tout temps la séparation de sa femme pour cause d'adultère. En 1929, il y avait eu une réforme importante du Code civil. Toutefois, les commissaires chargés d'étudier les droits civils de la femme au Québec ont jugé bon de conserver le «double-standard» puisque, écrivaient-ils : «on sait bien que la blessure faite au cœur de l'épouse n'est pas généralement aussi vive que celle dont souffre le mari trompé par sa femme.»
- 1954 - Le Code civil du Québec retire la femme mariée de la liste des incapables.
- 1954 - Ouverture de la mine Gaspé Copper, à Murdochville.
- 1954 - Début des opérations minières de la mine d'amiante de Black Lake, près de Thedford Mines.
- 1955 - Les femmes mariées obtiennent le droit de réclamer de l'assurance-chômage.
- 1955 - Manifestation au Forum de Montréal lors d'une partie de hockey des Canadiens de Montréal. Les Canadiens-Français s'insurgent contre le traitement réservé à Maurice Richard.
- 1955 - Une pétition réunissant 200 000 signatures et appuyée par 500 conseils municipaux et une quarantaine d'organismes demande que le nouvel hôtel du Canadien National (en) à Montréal s’appelle Château Maisonneuve plutôt que Queen Elizabeth, nom qui sera quand même retenu.
- 1955 - Création de la première revue canadienne de vulgarisation scientifique: Le jeune naturaliste, par Léo Brassard. L’Acfas reprend cette revue en 1962 pour en faire Le jeune scientifique. En 1969, Le jeune scientifique devient Québec Science.
- 1956 - Élection générale (Québec) : l'Union nationale remporte la majorité des sièges. Aux élections fédérales, Louis St-Laurent devient premier ministre du Canada.
- 1956 - Les femmes du Québec obtiennent le droit d'exercer la profession de notaire.
- 1956 - Les Amérindiennes obtiennent le droit de voter dans la réserve.
- 1956 - Début de l'émission «Point de mire» de René Lévesque.
- 1956 - Après avoir conforté sa position comme centre de recherche et développé de nouveaux vaccins, l’Institut de microbiologie dirigé par Armand Frappier reçoit une subvention d’un million de dollars du gouvernement Duplessis. Grâce à cette subvention, l’Institut inaugure un laboratoire de virologie.
- 1956 - Parution de The Stress of Life de Hans Selye, livre où il expose sa théorie relative aux effets du stress sur le système nerveux.
- 1957 - John Diefenbaker devient Premier ministre du Canada.
- 1957 - Création du Conseil des arts du Canada. En 1976, ces attributions seront modifiées et le Conseil des arts deviendra le Conseil canadien pour l’encouragement des arts.
- 1957 - Fondation des Grands ballets canadiens par Ludmilla Chiriaeff.
- 1957 - Le 25 janvier, Raymond Barbeau fonde «L'Alliance laurentienne», mouvement indépendantiste dont le but est «de proclamer la République de Laurentie».
- 1957 - Grève des mineurs à Murdochville.
- 1957 - Fondation de la Fédération des travailleurs du Québec (F.T.Q.)
- 1957 - Pierre Dansereau publie Biogeography, an ecological Perspective, où il établit pour la première fois le concept d’écosystème.
- 1958 - Diefenbaker est réélu avec une majorité renforcée, gagnant même plusieurs sièges au Québec pour la première fois.
- 1958 - Grève des journalistes de La Presse pour obtenir la libération syndicale du nouveau président de la Confédération des travailleurs catholiques du Canada (CTCC), Roger Mathieu.
- 1958 - Le 29 décembre éclate la grève des réalisateurs de Radio-Canada qui donna lieu à un conflit acerbe et passionné qui se prolongea jusqu'au 7 mars 1959.
- 1959 - Le Premier ministre du Québec, Maurice Duplessis, meurt le 7 septembre alors qu'il est toujours en fonction. Paul Sauvé lui succède mais il meurt lui-même de façon soudaine le 2 janvier 1960
- 1959 - Loi pour faciliter l’accès aux études supérieures. Une somme de dix millions sera administrée à cet effet par le ministère de la Jeunesse et du Bien-Être dans le cadre d’un programme de bourses.
- 1959 - Inauguration de la Voie maritime du Saint-Laurent.
- 1959 - Joseph-Armand Bombardier présente la première motoneige Ski-Doo, appelée dans un premier temps Ski-Dog.